# Gålmmålåhkjávrátja
Gålmmålåhkjávrátja, enligt tidigare ortografi Kålmålåkkjauratjah, är en samling småsjöar i Jokkmokks kommun i Lappland som ingår i Luleälvens huvudavrinningsområde. Jávrátja betyder "småsjöar" och är ett naturnamnsefterled som används när man traditionellt inte särskiljt ett antal små och närliggande sjöar/tjärnar från varandra. Sjöarna har fått sitt namn från området de ligger i - Gålmmålåhke - som på lulesamiska betyder 30. Antalet småsjöar i Gålmmålåhke är drygt 30 till antalet och det är lätt att tro att detta faktum gett området dess namn.
Uppgifterna om koordinater, höjd över havet, areal och strandlinje som hämtats från Sjöregistret gäller endast den största av sjöarna, och den sjön har en area på 0,147 kvadratkilometer och ligger 660 meter över havet.
Gålmmålåhkjávrátja ligger i Padjelanta Natura 2000-område.

## Delavrinningsområde
Gålmmålåhkjávrátja ingår i det delavrinningsområde (749073-154321) som SMHI kallar för Utloppet av Vastenjaure. Medelhöjden är 670 meter över havet och ytan är 238,31 kvadratkilometer. Räknas de 93 avrinningsområdena uppströms in blir den ackumulerade arean 1 910,9 kvadratkilometer. Vuojatädno som avvattnar avrinningsområdet har biflödesordning 2, vilket innebär att vattnet flödar genom totalt 2 vattendrag (Stora Luleälv, Luleälven) innan det når havet. Avrinningsområdet består mestadels av kalfjäll (62 procent). Avrinningsområdet har 90,93 kvadratkilometer vattenytor vilket ger det en sjöprocent på 38,1 procent.